# Automaníacos
Automaníacos (The Car Chasers) é um reality show estadunidense do canal CNBC.